# 克萊馬克斯 (科羅拉多州)
克莱马克斯（英語：Climax）是位於美國科羅拉多州萊克縣的一個鬼鎮。由於此地已於1965年被荒廢，本地已無人居住。

## 地理
克莱马克斯的座標為39°21′57″N 106°11′09″W / 39.36583°N 106.18583°W，該地的平均海拔高度為11,360英尺（3,460）。